# Junonia ferenigra
Junonia ferenigra är en fjärilsart som beskrevs av Schultze 1920. Junonia ferenigra ingår i släktet Junonia och familjen praktfjärilar. Inga underarter finns listade i Catalogue of Life.